# Jonathan Taylor Thomas
Jonathan Taylor Thomas född 8 september 1981 i Bethlehem, Pennsylvania, är en amerikansk skådespelare, röstskådespelare och tidigare barnskådespelare. 
Han slog igenom i TV-serien Tummen mitt i handen och fick sedan filmroller i Tom and Huck, En Karl för mycket, Wild America och Vi ses till Jul. Han gjorde även rösten till lejonungen Simba i Disneyfilmen Lejonkungen 1994. Han har varit gästskådis i Ally McBeal, The Simpsons, 8 Simple Rules och Smallville.  Hans senaste filmroll enligt Internet Movie Database är en röstroll i en kortfilm från 2006. Övrig information om senare förehavanden är knapphändig men han har sedan studerat vid Columbia University.